# 深夜咖啡屋 第三季：好奇跟踪者
《深夜咖啡屋 第三季：好奇跟踪者》（：／），為韓國MBC Drama於2021年2月19日播出的電視劇，由《老婆結婚了》的導演鄭允秀、《Iris》的攝像導演樸在洪、《快遞驚魂》的美術導演鄭賢哲、《雪國列車》的編輯工作室及C47等實力派製作團隊聯合製作。《深夜咖啡屋》電視劇系列皆取景於韓國釜山，講述了在一個從晚上十二點營業到太陽升起但地圖上沒有顯示的咖啡屋裡發生的治愈和成長的故事。《好奇跟踪者》為該系列的第三季，講述了為尋找失去記憶母親和即將離開的女性朋友而徘徊時無意間窺測到未來的高中生的成長故事。

## 劇情介紹
高中生孫志宇（道英飾）正為他生命中兩個重要的女人而煩惱。一位是自小與他相依為命的媽媽，而生病的媽媽正在漸漸失去記憶。另一位是他的好朋友姜宣敏（金仁藝飾），她即將前往首爾當練習生，而志宇卻還沒有勇氣向她表白心意。
志宇媽媽一直在尋找年輕時候曾經到訪的咖啡屋，擔心的志宇跟踪媽媽來到了一家神秘的深夜咖啡屋。他在咖啡屋裡遇見來自兩年後的宣敏。宣敏在現時空已經透過首爾經紀公司的面試，隔天即將前往首爾當練習生。未來的宣敏無意間透露了兩人已有兩年未聯繫，從她在離開釜山的那天起。
志宇也在咖啡屋遇到年輕時的媽媽和一位叫李大哲的年輕人。李大哲有個喜歡的女孩，而這位女孩正是志宇的媽媽妍熙。年輕時候媽媽要搬去首爾，她給李大哲寫了離別信並留下禦夫座鑰匙扣。媽媽後來遇見了志宇的爸爸並生下志宇，但爸爸在志宇出生不久便遭遇事故離世。志宇先前在公車上看見禦夫座鑰匙，和媽媽送給李大智的一樣，他才發現原來一直載著自己到咖啡屋附近的司機叔叔便是已經變老的李大哲。
因為在咖啡屋的奇妙經歷，志宇鼓起勇氣向未來的宣敏表白，並決定會去嘗試改寫兩人後來失去聯繫的命運。同時志宇也告訴媽媽說希望她能追求屬於自己的幸福。在志宇向媽媽坦白想法的時候，媽媽突然暈倒了。最終他還是錯過了送當天要前往首爾的宣敏，就如同他已預知的一樣，兩人失去聯繫。
在深夜咖啡屋里相遇的所有人彼此都有聯繫，咖啡屋只是作為讓人們偶遇的地方。時間依然在流逝，未來並不會因為現時空的人偷窺到未來而產生改變。順其自然，如果未來還是因此變化了，那麼既定的命運就是會這樣改變的。志宇因為在咖啡屋這段經歷有了成長且解決了當下的一些問題，但是想要改變更遙遠的未來，他還是得付出努力。

## 演員陣容
| 演員   | 角色       | 介紹 |
| 道英   | 孫志宇     | 18歲高中生，自小與媽媽相依為命。喜歡好朋友姜宣敏卻沒勇氣表白。因為跟踪漸漸失憶的媽媽來到了神秘的深夜咖啡屋，在那裡遇見來自兩年後的姜宣敏，以及年輕時的媽媽和李大哲。                         |
| 金仁藝 | 姜宣敏     | 18歲高中生，喜歡孫志宇。通過選秀並即將前往首爾成為練習生。在離開釜山前一直等待孫志宇的告白，但直到離開那天都沒有等到他的告白。兩年後迷茫的宣敏來到了深夜咖啡屋打工，在那裡重遇18歲的孫志宇。 |
| 申柱煥 | 咖啡屋主人 | 咖啡屋主人 |
|        | 妍熙       | 孫志宇的媽媽，正在失去記憶。年輕時曾經到訪深夜咖啡屋，在那裡與初戀李大哲分開。 |
|        | 李大哲     | 妍熙的初戀，年輕時在深夜咖啡屋錯過了離開釜山的妍熙。現為巴士司機，重遇妍熙並守護著她。 |

## 原聲帶
- Part.2（發行日期：2021年2月19日)

| 曲序     | 曲目                       |          | 作曲     | 演唱     | 时长 |
| -------- | -------------------------- | -------- | -------- | -------- | ---- |
| 1.       | 夜晚的空氣（밤공기）       | 리틀벤   | 리틀벤   | 道英     | 3:13 |
| 2.       | 夜晚的空氣（Instrumental） |          |          |          | 3:14 |
| 总时长： | 总时长：                   | 总时长： | 总时长： | 总时长： | 6:27 |

## 獲獎列表
| 年度   | 頒獎典禮               | 獎項        | 入圍                              | 結果 |
| 2021年 | 首爾網絡劇節           | 最佳網絡劇  | 《深夜咖啡屋 第三季：好奇跟蹤者》 | 提名 |
| 2021年 | 首爾網絡劇節           | 最佳導演    | 《深夜咖啡屋 第三季：好奇跟蹤者》 | 提名 |
| 2021年 | 首爾網絡劇節           | 最佳男演員  | 道英                              | 獲獎 |
| 2021年 | 首爾網絡劇節           | 最佳男配角  | 申柱煥                            | 提名 |
| 2021年 | 首爾網絡劇節           | 最佳新人    | 金仁藝                            | 提名 |
| 2021年 | Marseille Webfest 2021 | 最佳音樂獎  | 《夜晚的空气》                    | 獲獎 |
| 2021年 | 亞洲明星盛典           | AAA FOCUS獎 | 道英                              | 獲獎 |

## 外部連結
- 深夜咖啡屋的Instagram帳戶